# Неокласически метъл
Неокласическият метъл е поджанр на хеви метъла, който е силно повлиян от класическата музика и обикновено включва много технично свирене, състоящо се от елементи, заимствани както от класическата, така и от спийд метъл музика. Ричи Блекмор и Джон Лорд от Дийп Пърпъл са пионери в този поджанр, като сливат класически мелодии и блус рок. По-късно Ингви Малмстийн стана един от най-забележителните музиканти в поджанра и допринесе значително за развитието на стила през 80-те години. Други забележителни изпълнители в жанра са Ранди Роудс, Лука Турили, Майкъл Ромео, Джейсън Бекър, Тони МакАлпайн, Вини Мур, Алекси Лайхо, Яни Лииматайнен, Ули Джон Рот, Стефан Форте, Волф Хофман, Тимо Толки и Марти Фридман.
Въпреки че жанрът се свързва главно с китаристи (особено водещи китаристи), клавиристи като Йенс Йохансон, Майкъл Пинела, Алекс Старополи и Яне Вирман също свирят в този стил, с Джон Лорд като ранно влияние върху жанра.

## Дефиниция
Неокласическият метъл носи името си от широка концепция за класическа музика. В това отношение това е концепция, различна от разбирането на неокласицизма в класическата музикална традиция. Неокласическата музика обикновено се отнася до движение в музикалния модернизъм, което се развива приблизително век след края на класическия период и достига своя връх през годините между двете световни войни.
От друга страна, неокласическата метъл музика не се ограничава до връщане към класическите естетически идеали, като равновесие и формализъм. Неговите влияния включват както романтичния музикален период, така и бароковия период от седемнадесети и първата половина на осемнадесети век. Музиката на късните барокови композитори като Вивалди, Хендел и Бах често е била силно украсена. Неокласически метъл музиканти като Ингви Малмстийн и Джошуа Перахиа са вдъхновени от този аспект на бароковата музика, а също и от по-късни композитори като цигуларят Николо Паганини в използването на декоративни и ефектни техники в техните изпълнения. По този начин неокласическата метъл музика гледа на класическата музика, разбирана широко от широката публика, а не на по-специализираното техническо определение, използвано в класическите среди.

## История на жанра и влияния
През 1960-те и 1970-те години имало много произведения, които повлияли на този поджанр, Concerto for Group and Orchestra на Дийп Пърпъл е най-важният. Други групи, като Рейнбоу, също имат неокласически влияния. Ранните класически влияния в рамките на хард рока и хеви метъла се откриват най-вече в свиренето на Джон Лорд, Кийт Емерсън, Ричи Блекмор, Ули Джон Рот и Ранди Роудс. Но през 1980 г. неокласическият метъл се превърна в отделен поджанр.
Техниката на хеви метъл китарата се развива бързо от началото в края на 1960-те до своя връх в края на 1980-те, но преди 1980-те малко метъл китаристи показват високото техническо умение, което е отличителен белег на неокласическия метъл стил. Популяризирането и разрастването на неокласическия метъл е тясно свързано с възхода на движението на шред китарата.
„Златната ера“ на неокласическия метъл от средата до края на 80-те се върти около значителния списък от ярки солисти на електрическа китара, които записват предимно инструментални албуми за лейбъла Shrapnel Records на Майк Варни. Шведският китарист Ингви Малмстийн, широко смятан за създател и все още управляващ крал на неокласическия метъл, бил доведен в Съединените щати от Варни, за да подпише с Shrapnel Records през 1982 г.
Много следващи изпълнители на Shrapnel, включкващи Тони МакАлпайн, Вини Мур, Джоуи Тафола, Майкъл Анджело Батио, Пол Гилбърт, Дейвид Т. Частейн, Джейсън Бекър и Марти Фридман, възникнали в края на 80-те години на миналия век като образци на неокласическия стил.
През последните години оценяването на неокласическото метъл творчество е до голяма степен ограничено до китаристи в по-скоро ъндърграунд среда, тъй като стилът не е добре познат извън царството на китаристите. Днес има много повече групи, които допринасят като цяло, за разлика от "соловите" музиканти в миналото.
Често срещана практика в жанра е да се транскрибират класически парчета и да се свирят във формат на рок/метъл група или като соло изпълнител като Тина Сеткич. Бароковият и класическият период са особено влиятелни за жанра поради техния уникален звук и техники, които ефективно се вписват в рок средата.